# Эмманюэль-Филибер де Лален
Эмманюэль-Филибер де Лален (фр. Emmanuel-Philibert de Lalaing; 5 мая 1557, Валансьен — 27 декабря 1590, Монс), барон де Монтиньи, сеньор де Конде и де Лёз, маркиз де Ранти (по праву жены) — адмирал Фландрии, великий бальи Эно, военачальник и государственный деятель Испанских Нидерландов.

## Биография
Сын графа Шарля II де Лалена от второго брака с Марией де Монморанси.
Восприемниками при крещении были штатгальтер Нидерландов Эммануэль Филиберт Савойский, епископ Утрехта, принцесса Оранская и графиня ван Хорн.
Поступил на военную службу в 1576 году. 19 сентября получил приказ собрать отряд из двухсот валлонских пехотинцев, поступивший под начало Жоржа де Лалена, барона де Виль. Через два месяца стал подполковником в полку герцога ван Арсхота, затем был назначен Хуаном Австрийским на должность полковника этой части, состоявшей в значительной степени из люксембуржцев и лотарингцев.
Через некоторое время принимал в Нидерландах Маргариту де Валуа, королеву Наваррскую, приехавшую под предлогом лечения на водах в Спа. Участвовал во встрече Маргариты с Филиппом II де Лаленом, великим бальи Эно, на которой впервые была предложена идея французской интервенции в Нидерланды во главе с герцогом Анжуйским.
После этого Эмманюэль-Филибер встретился с герцогом на французской территории, заверив его, что бельгийские сеньоры готовы сдать французам цитадель Камбре и всю территорию Эно. Получив в знак признательности медаль с портретом Франсуа на аверсе, и Маргариты на обратной стороне, маркиз вернулся в Нидерланды и уже в сентябре 1577 в составе делегации из 15 сеньоров отправился в Германию просить эрцгерцога Маттиаса принять управление страной.
31 января 1578 командовал авангардом войск федералистов в битве при Жамблу. После разгрома начал искать возможности примирения с испанцами, направив послание лейтенанту Хуана Австрийского Жилю де Берлемону. Биограф объясняет политическую непоследовательность маркиза де Ранти, искавшего союза со всеми противоборствующими группировками, не столько ошибками молодости, сколько желанием получить наибольшую награду за услуги, и стремлением сохранить под своим началом маленькую армию в 7 000 пехотинцев и 400 кавалеристов, что было возможно лишь в условиях непрерывной гражданской войны.
После ареста оранжистами в Генте герцога ван Арсхота Эмманюэль-Филибер вместе с Ударом де Бурнонвилем, Виллемом ван Хорном и другими сеньорами сформировал партию недовольных, вставшую в оппозицию и Генеральным штатам и Испании, и призвавшую в Нидерланды герцога Анжуйского.
После длительных переговоров с представителем Алессандро Пармского и короля Испании сеньором де Ламоттом, маркиз весной 1579 согласился вернуться на испанскую службу, добившись предоставления своим сторонникам титулов и важных должностей, а также 200 тыс. флоринов на содержание армии. Детали этих соглашений описаны в мемуарной записке, опубликованной в 1862 году.
Покинув патриотический лагерь, маркиз де Ранти стал одним из самых преданных сторонников испанского режима, прославившись во многих военных акциях 1580-х годов, в том числе во взятии в 1581 Бушена и Турне, капитулировавшего 29 ноября 1581 после отчаянного сопротивления (одним из руководителей обороны была сестра маркиза принцесса д'Эпинуа), обороне от французов Артуа и Эно в 1584, осаде Антверпена в 1585, осаде Слёйса в 1587, где сменил на посту командующего опасно раненого де Ламотта, и осаде Берген-оп-Зома. При осаде Ауденарде подвергся немалой опасности, когда ядро, выпущенное осажденными, пролетело над его столом.
Филипп II щедро вознаградил его за службу, назначив капитан-генералом и великим бальи Эно, вместо Филиппа де Лалена, разбившегося при падении с лошади, в 1586 году пожаловав в рыцари ордена Золотого руна, и, наконец, сделав адмиралом Фландрии. В последнем качестве маркиз был назначен командовать эскадрой, которая должна была присоединиться к Непобедимой армаде для осуществления высадки в Англии. Слабость флота Испанских Нидерландов и гибель Армады помешали этой операции, ставшей последней в карьере Эмманюэля-Филибера.
Он умер в возрасте 33 лет в Монсе, и был погребен в Конде в церкви Сен-Ванон, или Нотр-Дам под мраморным надгробием с рифмованной французской эпитафией.

## Семья
Жена (7.06.1569): Анна де Крой (ум. 13.05.1608), маркиза де Ранти, дама де Шьевр, дочь Гийома де Кроя, маркиза де Ранти, и Анны де Ренесс. Вторым браком вышла за Филиппа де Кроя, графа де Сольр
Дети:
- Александр де Лален (ум. 1604), барон де Монтиньи, называемый маркизом де Ранти. Умер или убит при осаде Слёйса. Был холост.
- Жанна де Лален (ум. 1649), дама де Ранти, Лёз, Конде и Шикон, баронесса де Монтиньи. Муж (12.07.1608): Жан де Крой, граф де Сольр (ум. 1640)